# Micky Dymond
Mickey Dymond (Garden Grove, 21 gennaio 1965) è un pilota motociclistico statunitense ex-crossista (ha vinto due titoli National), partecipante al campionato AMA Supermoto, dove ha vinto un titolo nella categoria Unlimited (over 450cc) nel 2005 su KTM. È uno dei più anziani piloti del Campionato AMA Supermoto.
Nel 2007 e 2008 corre nel Team All Access (prima su Honda e poi su Husqvarna) per approdare nel 2009 nel Team Honda CHM Exhaust.

## Palmarès
- 1986: Campione AMA Motocross classe 125 (su Honda)
- 1987: Campione AMA Motocross classe 125 (su Honda)
- 2003: 9º posto Campionato AMA Supermoto Unlimited (su KTM)
- 2004: 26º posto Campionato AMA Supermoto (su KTM)
- 2004: 2º posto Campionato AMA Supermoto Unlimited (su KTM)
- 2004: 9º posto X-Games Supermoto di Los Angeles (su KTM)
- 2005: Campione AMA Supermoto Unlimited (su KTM)
- 2005: 15º posto X-Games Supermoto di Los Angeles (su KTM)
- 2005: Vincitore Pikes Peak International Hillclimb classe 750cc (su KTM)
- 2006: 14º posto Campionato AMA Supermoto (su KTM)
- 2006: 2º posto Campionato AMA Supermoto Unlimited (su KTM)
- 2006: 12º posto X-Games Supermoto di Los Angeles (su KTM)
- 2006: 19º posto Extreme Supermotard di Bologna (su KTM)
- 2007: 6º posto Campionato AMA Supermoto (su Honda)
- 2007: 6º posto X-Games Supermoto di Los Angeles (su Honda)
- 2007: 2º posto Starbikers di Mettet (su Honda)
- 2007: 3º posto Pikes Peak International Hillclimb (su BMW)
- 2008: 14º posto Campionato AMA Supermoto (su Husqvarna)
- 2008: 4º posto Campionato AMA Supermoto Unlimited (su Husqvarna)
- 2008: 12º posto X-Games Supermoto di Los Angeles (su Husqvarna)
- 2008: 5º posto Starbikers di Mettet (su Husqvarna)
- 2008: 29º posto Superbikers di Mettet (su Husqvarna)
- 2008: 2º posto Pikes Peak International Hillclimb classe 750cc (su Husqvarna)
- 2009: 5º posto Campionato AMA Supermoto (su Honda)
- 2009: 9º posto X-Games Supermoto di Los Angeles (su Honda)
- 2009: 7º posto Starbikers di Mettet (su Honda)
- 2009: 35º posto Superbikers di Mettet (su Honda)
- 2010: 12º posto Starbikers di Mettet (su KTM)
- 2010: 33º posto Superbikers di Mettet (su KTM)
- 2010: Vincitore Xtreme Outlaws Supermoto di Reno (su Honda)
- 2011: 12º posto Starbikers di Mettet (su KTM)
- 2011: 36º posto Superbikers di Mettet (su KTM)